# Dan Gillerman
Dan „Dani“ Gillerman (hebrejsky דן „דני“ גילרמן‎, Dan „Dani“ Gilerman‎; * 26. března 1944 Tel Aviv) je izraelský podnikatel, který v letech 2003–2008 působil jako velvyslanec Izraele při OSN.

## Životopis
Narodil se v roce 1944 v Tel Avivu a studoval na Telavivské univerzitě a Hebrejské univerzitě v Jeruzalémě.
Působil jako výkonný ředitel několika izraelských společností v oblasti chemie a potravinářství.
V 70. letech působil ve straně ha-Merkaz ha-chofši, která byla součástí Likudu. Poté vstoupil do strany Demokratické hnutí za změnu a působil jako předseda předsednictva strany.
Od roku 1985 do roku 2002 působil jako předseda Federace izraelských obchodních komor. Byl členem představenstva First International Bank of Israel a ředitelem Banky Le'umi a Banky Izraele a několika dalších izraelských společností.
V červenci 2002 byl jmenován velvyslancem Izraele při OSN a funkce se ujal 1. ledna 2003. Dne 13. června 2005 byl zvolen jedním z 21 místopředsedů Valného shromáždění OSN. Po Abbu Ebanovi se tak stal druhým Izraelcem v této funkci. Ve funkci velvyslance při OSN skončil v červenci 2008.
V prosinci 2009 byl jmenován předsedou investičního fondu Markstone Capital Group. Poté, co fond ztratil 75,3 % svého kapitálu a vyšlo najevo, že odměny za správu, které jeho správci v průběhu let obdrželi, činily 140 milionů dolarů, odstoupil. Fond poté přestal fungovat.
V červnu 2010 premiér Benjamin Netanjahu navrhl, aby byl Gillerman znovu jmenován velvyslancem při OSN, ale on to odmítl a odpověděl, že by rád pomáhal v dobrovolnické advokační práci.
V roce 2019 byl jmenován předsedou společnosti Pharmocann (Pa'armokan), která se zabývá léčebným konopím.

## Osobní život
Je ženatý s Džanis a má dvě děti.